# Katie Barberi
Katie Barberi (Saltillo, 22 de janeiro de 1972) é uma atriz e modelo mexicana.

## Biografia
Filha de pai inglês e mãe americana. Dada la naturaleza de las carreiras profissionais de seus pais, estudou em várias escolas dos Estados Unidos e do México. Graças a esta situação, havia sido exposta a grande diferença de culturas e pontos de vista sobre a vida, além de que teve o beneficio de aprender inglês e espanhol.

## Carreira

### Telenovelas
- Sed de venganza (2024) ... María Laura del Pino
- Eva la trailera (2016) ... Cynthia Monteverde
- Grachi (2011-2013) ... Úrsula de Roman
- Corazón valiente (2012-2013) ... Perla Navarro de Sandoval
- Mi corazón insiste en Lola Volcán (2011) ... Victoria de Noriega
- El fantasma de Elena (2010-2011) ... Rebeca Santander
- Bella calamidades (2010)  ... Silvana Barbosa de Cardona
- Doña Barbara (2008-2009) ... Cecilia Vergel
- La marca del deseo (2007-2008) ... Digna Santibáñez
- El amor no tiene precio (2005-2006) ... Engracia Alexander "La Chacala"
- Inocente de ti (2004-2005) ... Mayte Dalmacci Rionda
- Rebeca (2003) ... Regina Montalbán de Santander
- ¡Vivan los niños! (2002-2003) .... Dorina
- Salomé (2001-2002) ... Laura
- Carita de ángel (2000-2001) ... Noelia
- La casa en la playa (2000) ... Florencia Uribe
- Por tu amor (1999) ... Miranda Narváez de Durán
- El privilegio de amar (1998-1999) ... Paula Lebron
- Mi pequeña traviesa (1997-1998) ... Pamela
- Alguna vez tendremos alas (1997) ... Isabel Ontiveros de Lamas
- Acapulco bay (1996) ... Maura
- Alondra (1995) ... Rebeca Montes de Oca
- María José (1995) ... Paula

### Cinema
- Me gustaria tener (2016) ... Esmeralda Rodríguez
- Reaching the Sea (2014) ... Julia
- The Arrangement (2013) ... Supervisora
- Perdita durango (1997) ... Stewardess
- Yanqui indomable (1995) ... Fédra
- Nosotros (1991) ... Barbara
- Apparences (1990) ... Deanne Kinsella
- Profesor o falsificador (1989) ... Caroline
- Un robot para la familia II (1989) ... Roberta
- La pandilla basura (1987) ... Tangerine
- Todo en un día (1986) ... Allison

### Séries
- Every Witch Way (2014-2015) ... Ursula Van Pelt
- Último aviso (2012) ... Miss Arnold
- Diseñador de ambos sexos .... Ella misma
- Furcio (2000) .... Ella Misma
- Mujer, casos de la vida real (1997-2002)
- Conan (1997) ... High Priestess
- Los casos secretos del FBI (1992) ... Trinia
- Las pesadillas de Freddy  (1988) ... Connie
- Beberly Hills Buntz (1988) ... Toni
- The Bronx Zoo (1988) ... Maria DeLucci
- Superior Court (1986)
- All Is Forgiven (1986) ... Cassie
- Divorce Court (1986) ... Patty Getz
- The Judge (1986) ... Amy Walsh
- Silver Spoons (1985) ... Wanda O. Biddle
- It´s Your Move (1985) ... Michelle
- Kids Incorporated (1984)

## Ligações Externas
- Katie Barberi. no IMDb.
- Biografia de Katie Barbieri (Em esmas.com)